# Kåre Bluitgen

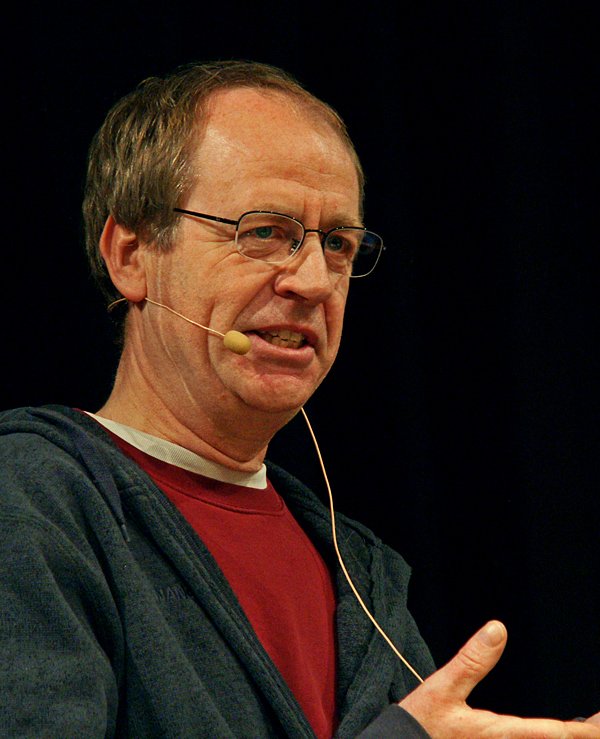
Kåre Bluitgen

Kåre Bluitgen (* 10. Mai 1959 in Birkerød-Bistrup, Dänemark) ist ein dänischer Schriftsteller und Journalist, der für seine Biographie des islamischen Religionsstifters Mohammed bekannt wurde. In den 1970er Jahren war Bluitgen für die dänische Linke politisch aktiv, namentlich für die Venstresocialisterne („Linke Sozialisten“).

## Leben
Ausgebildet als Lehrer und Journalist, wirkte Bluitgen zudem seit 1994 auch als Schriftsteller. Unter seinen Arbeiten befinden sich Kinderbücher, Jugend-, Historien- und Fantasyromane; andere seiner Bücher befassen allerdings auch mit Themen wie Politik, Religion und Philosophie und wurden in mehrere Sprachen übersetzt. Er erhielt eine Reihe angesehener dänischer Literaturpreise. Bluitgen betätigte sich darüber hinaus auch als Übersetzer, Dozent, Herausgeber und Ausbilder an dänischen Volkshochschulen.

## Mohammed-Kinderbuch
Als er das Kinderbuch Koranen og profeten Muhammeds liv schrieb, hatte er Schwierigkeiten, dafür einen Illustrator zu finden, der Mohammed zeichnen würde, da Vergeltungsmaßnahmen islamistischer Extremisten befürchtet wurden. Die dänische Zeitung Jyllands-Posten reagierte auf diese Situation, in dem sie bei vierzig Zeichnern anfragte, ob sie bereit wären, Karikaturen des Propheten anzufertigen. Die so entstandenen Karikaturen entfachten den so genannten Karikaturenstreit. Im Zuge dessen wurde beispielsweise von Ali Muhi Al-Din Al-Qardaghi, einem Dozenten der Universität Katar, im Sender Al-Dschasira behauptet, dass der Autor des Kinderbuches über Mohammed ein Jude sei und es in dem Buch heißen würde, dass der Prophet Mohammed ein Nazi sei, der den ersten Holocaust durchgeführt habe.

## Werke (Auswahl)
- En støvle faldt fra himlen. Agertoft, Karlslunde 2000, ISBN 87-7878-029-2. Deutsch: Ein Stiefel fiel vom Himmel. Aus dem Dänischen von Heinz Günther Schmidt. Hammer, Wuppertal 2001, ISBN 3-87294-884-9.
- Koranen og profeten Muhammeds liv (Der Koran und das Leben des Propheten Mohammed). Høst & Søn, Kopenhagen 2006, ISBN 87-638-0049-7.
- Koranen kommenteret (Der Koran kommentiert). Tøkk, Kopenhagen 2009, ISBN 978-87-991704-4-9.